# François II (roi de France)
Pour les articles homonymes, voir François II et François de France.
François II, né à Fontainebleau le 19 janvier 1544 et mort à Orléans le 5 décembre 1560, est roi de France du 10 juillet 1559 jusqu'à sa mort.
Fils aîné d'Henri II et de Catherine de Médicis, il monte sur le trône de France à l'âge de quinze ans après la mort accidentelle de son père le 10 juillet 1559. Son règne éphémère ne dure qu'un an et cinq mois mais constitue un prélude majeur au déclenchement des guerres de Religion.
Son règne est en effet marqué par une importante crise politique et religieuse. À son avènement, il confie les rênes du gouvernement aux Guise, les oncles de son épouse Marie Stuart, reine d'Écosse, partisans d’une politique de répression à l'égard des protestants. Après la conjuration d’Amboise, il entame la mise en place d'une conciliation à l'égard des réformés mais se montre implacable face aux émeutiers qui mettent à mal son autorité dans les provinces.
Son règne est également marqué par l'abandon de l'Écosse, de la France antarctique (un territoire au Brésil) et, sous l’effet du traité du Cateau-Cambrésis signé par son père Henri II, de la Corse, de la Toscane, de la Savoie et de la quasi-totalité du Piémont. Il marque, au profit de l'Espagne, le point de départ de l’affaiblissement de l’influence française en Europe.

## Enfance et éducation

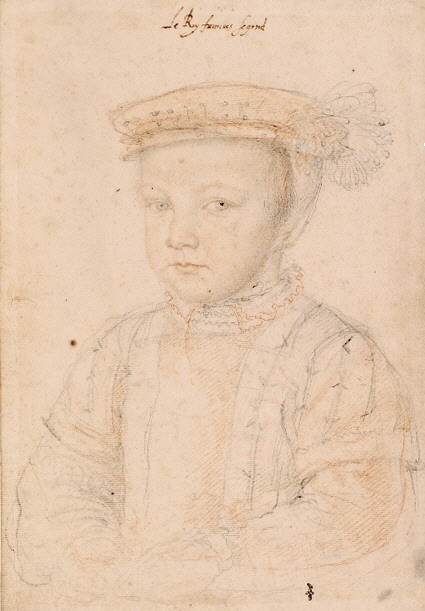
Le futur François II, par François Clouet.

François a reçu le prénom de son grand-père, le roi François Ier. Il naît onze ans après le mariage de ses parents. Cette période de stérilité de sa mère, Catherine de Médicis, aurait pu être cause de la répudiation de cette dernière. Baptisé le 10 février 1544 à la chapelle des Trinitaires à Fontainebleau, François est d'abord élevé au château de Saint-Germain-en-Laye. Ses parrains et marraines sont le pape Paul III, François Ier, la république de Venise et sa grand-tante Marguerite d'Angoulême. Fait chevalier par son grand-père lors de son baptême, il reçoit le gouvernement du Languedoc en 1546. Il devient dauphin de Viennois à la mort de son grand-père François Ier en 1547.
Au sortir de la petite enfance, François reçoit pour gouverneur Jean d'Humières et pour précepteur Pierre Danès, helléniste d'origine napolitaine. La danse lui est enseignée par Virgilio Bracesco et l'escrime par Hector de Mantoue. Par l'accord signé à Châtillon le 27 janvier 1548, il est fiancé dès l'âge de quatre ans à Marie Stuart, reine d'Écosse et petite-fille de Claude de Lorraine, premier duc de Guise. Il l'épouse dans la cathédrale Notre-Dame le 24 avril 1558, et devient roi d'Écosse.

## Accession au trône en 1559
Le 10 juillet 1559, François succède à son père Henri II, mort accidentellement. C’est un adolescent de quinze ans. Selon la loi, il est majeur. Il n'a théoriquement pas besoin de s'entourer d’un conseil de régence, mais jeune, inexpérimenté et de santé fragile, il délègue son pouvoir aux oncles maternels de son épouse, les Guise. Cette transmission du pouvoir se fait avec l'accord de la reine Catherine de Médicis. Le premier jour de son règne, François II commande à ses quatre secrétaires d'État de s'adresser à sa mère, mais celle-ci, accablée par la mort de son époux, les recommande plutôt aux Guise,.
Les deux aînés de cette famille de grande noblesse avaient déjà tenu un rôle majeur pendant le règne d’Henri II : le duc de Guise était l’un des chefs militaires les plus réputés de l'armée royale, et son frère le cardinal de Lorraine a été associé aux plus importantes négociations et affaires du royaume. À l’avènement du jeune roi, ils se répartissent les charges du pouvoir : le duc de Guise prend en main la direction de l'armée royale ; le cardinal, celle des finances, de la justice et de la diplomatie.
Cet avènement des Guise se réalise au détriment de leur ancien rival, le connétable Anne de Montmorency. Le « tout-puissant » favori du règne précédent doit s'effacer. Sur la recommandation du nouveau roi, il quitte la cour et rejoint ses riches domaines pour prendre du repos. L'ancienne favorite Diane de Poitiers est également priée de ne plus paraître à la cour ; son protégé Jean Bertrand doit rendre les sceaux au chancelier François Olivier que Diane avait fait démettre quelques années plus tôt (mais ce dernier va démissionner le 2 janvier 1560). Il s’agit là d’une véritable révolution de palais. Les Guise s'imposent comme les nouveaux maîtres de la cour. Les faveurs et privilèges que leur accorde le roi sont nombreux,. L'un des plus significatifs est l'attribution au duc de Guise de la charge de grand-maître, alors que le connétable avait obtenu du précédent roi la survivance de cette fonction pour son fils François de Montmorency.
Le 21 septembre 1559, François II est sacré à Reims par le cardinal de Lorraine. Puis la cour rejoint la vallée de la Loire. Le château de Blois et les forêts de la région sont les lieux de prédilection du nouveau roi. François II adopte comme emblème un soleil et comme devise Spectanda fides (traduction : C'est ainsi qu'on doit respecter la foi) et Lumen rectis (traduction : La lumière est dans la droiture).

## Règne (1559-1560)

### Politique intérieure

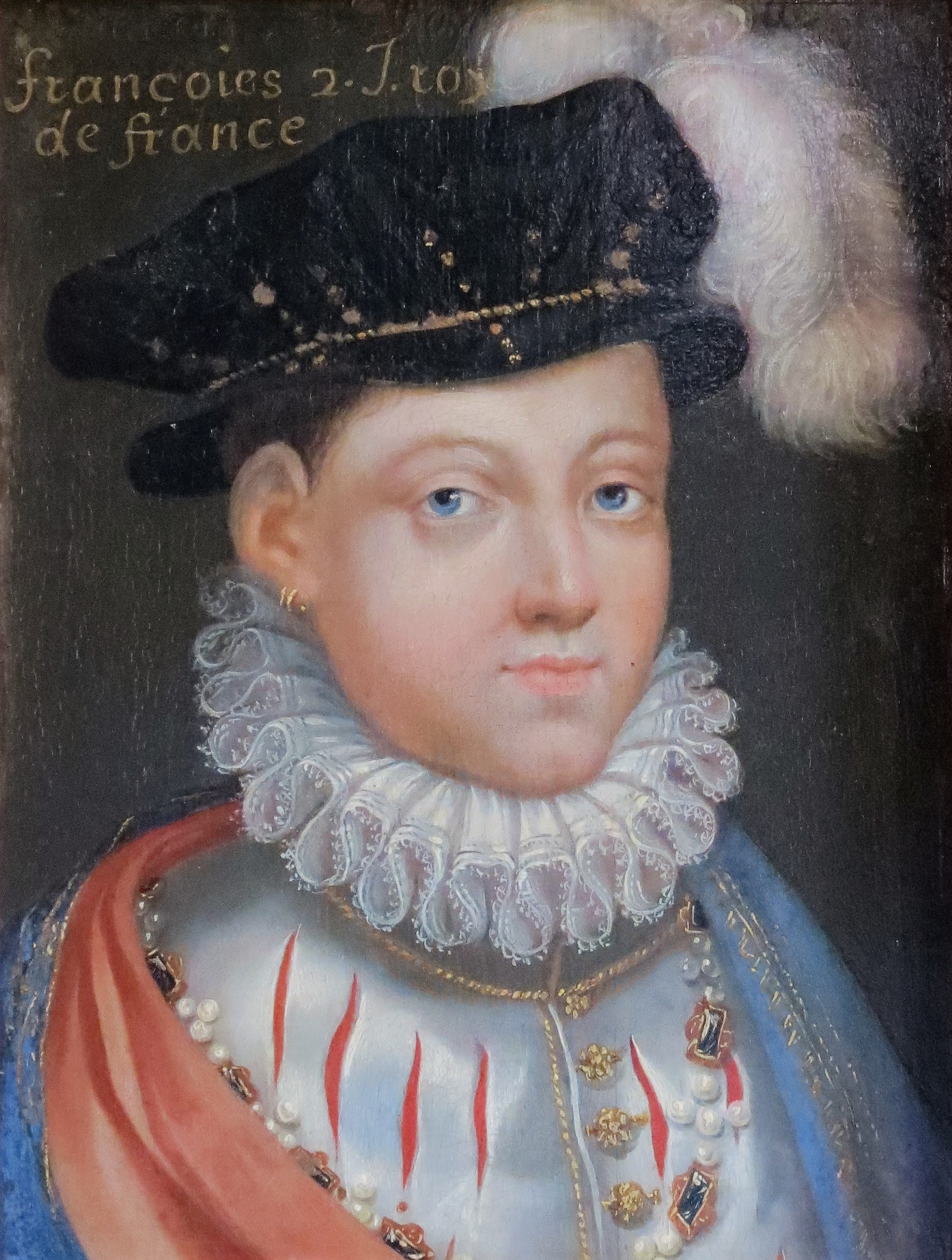
Portrait de François II provenant de la chartreuse du Liget, venant d'un artiste anonyme du XVIIe siècle.

Le règne de François II est dominé par une importante crise financière, politique et religieuse. L'impopularité de sa politique répressive à l'égard du protestantisme, amène des gentilshommes protestants à monter un coup d’État contre ses principaux conseillers, les Guise ; c’est le choc de la conjuration d’Amboise. Confronté à un mécontentement grandissant, le gouvernement décide alors de tenter la conciliation. Sous l’influence de la reine Catherine de Médicis, il inaugure la mise en place d'un dialogue avec les tenants de la nouvelle religion mais demeure implacable face aux agitateurs. Jusqu’à la fin de son règne, le royaume de François II est paralysé par une vague de révoltes locales, prémices des guerres de Religion. Face au soulèvement protestant, le jeune roi se montre de plus en plus autoritaire et entend faire la guerre aux rebelles pour faire respecter son autorité bafouée.

#### L'impopularité du gouvernement des Guise

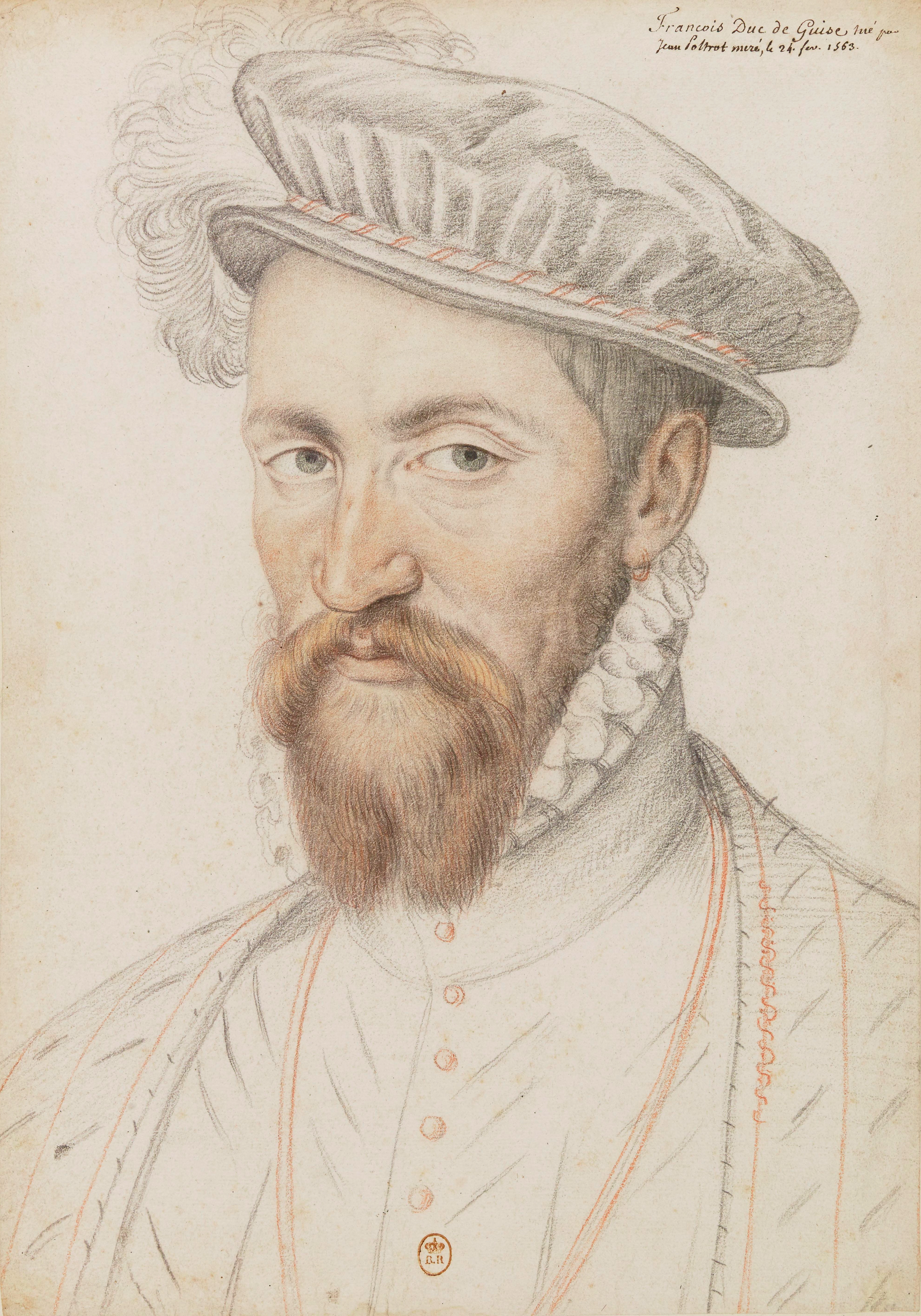
François de Lorraine, duc de Guise.
Portrait au crayon par François Clouet.

À peine placés à la tête de l’État, les Guise font l’objet dans tout le royaume de profonds mécontentements. Un mouvement d’opposition mené par les deux principaux princes du sang conteste leur mainmise sur le pouvoir et les mesures qu’ils prennent dans l’exercice de leurs fonctions.
Les Guise pâtissent d’un manque de légitimité. Pour leurs adversaires, ce ne sont que d’ambitieux étrangers qui ne sont au pouvoir que parce qu’ils ont la faveur du roi. On leur reproche de profiter de la jeunesse du prince pour imposer leur pouvoir arbitraire. Un mouvement d’opposition conteste leur monopole du pouvoir et leur oppose les princes du sang comme Antoine de Bourbon, roi de Navarre. Des théoriciens comme François Hotman estiment que la position de principal conseiller lui revient de droit en tant que descendant de Saint Louis et héritier du trône de France en cas de disparition de la branche régnante des Valois-Angoulême. Mais, faible de caractère, Antoine ne parvient pas à s’imposer aux Guise quand il se rend à la cour.
L’action politique du gouvernement est également contestée. Les Guise doivent faire face à une situation financière désastreuse. Après plusieurs décennies de guerres contre les Habsbourg, la dette publique se monte à 48 millions de livres. Avec seulement 12 millions de recettes annuelles, les Guise sont contraints, pour renflouer les caisses de l’État, de mener une politique d'austérité draconienne qui contribue à leur impopularité. Ils reportent ainsi le paiement des gages des militaires et des officiers du roi et le paiement des factures des fournisseurs de la cour. Les effectifs de l'armée sont réduits. De nombreux soldats se retrouvent sans emploi. Les frustrations naissent également au sein des gentilshommes de la cour, car les restrictions d’effectifs ne se font pas au détriment des régiments commandés par les Guise et de leurs amis.
Dans le domaine religieux, les Guise durcissent la politique répressive à l'égard des protestants, initiée par le roi Henri II. Sous l'effet de leur action politique, l'automne 1559 est marqué par une grande vague de perquisitions, d'arrestations et de confiscations de biens. Le 23 décembre 1559, le conseiller-clerc Anne du Bourg, magistrat au parlement de Paris qui avait contesté la répression, est publiquement exécuté à Paris en Place de Grève. Résolu à mettre un terme à la persécution et à faire reconnaître le droit du culte réformé, un groupe de gentilshommes monte le projet de renverser le gouvernement des Guise et de confier le pouvoir aux princes du sang, gagnés à la nouvelle religion. C'est la conjuration d'Amboise.

#### La conjuration d’Amboise

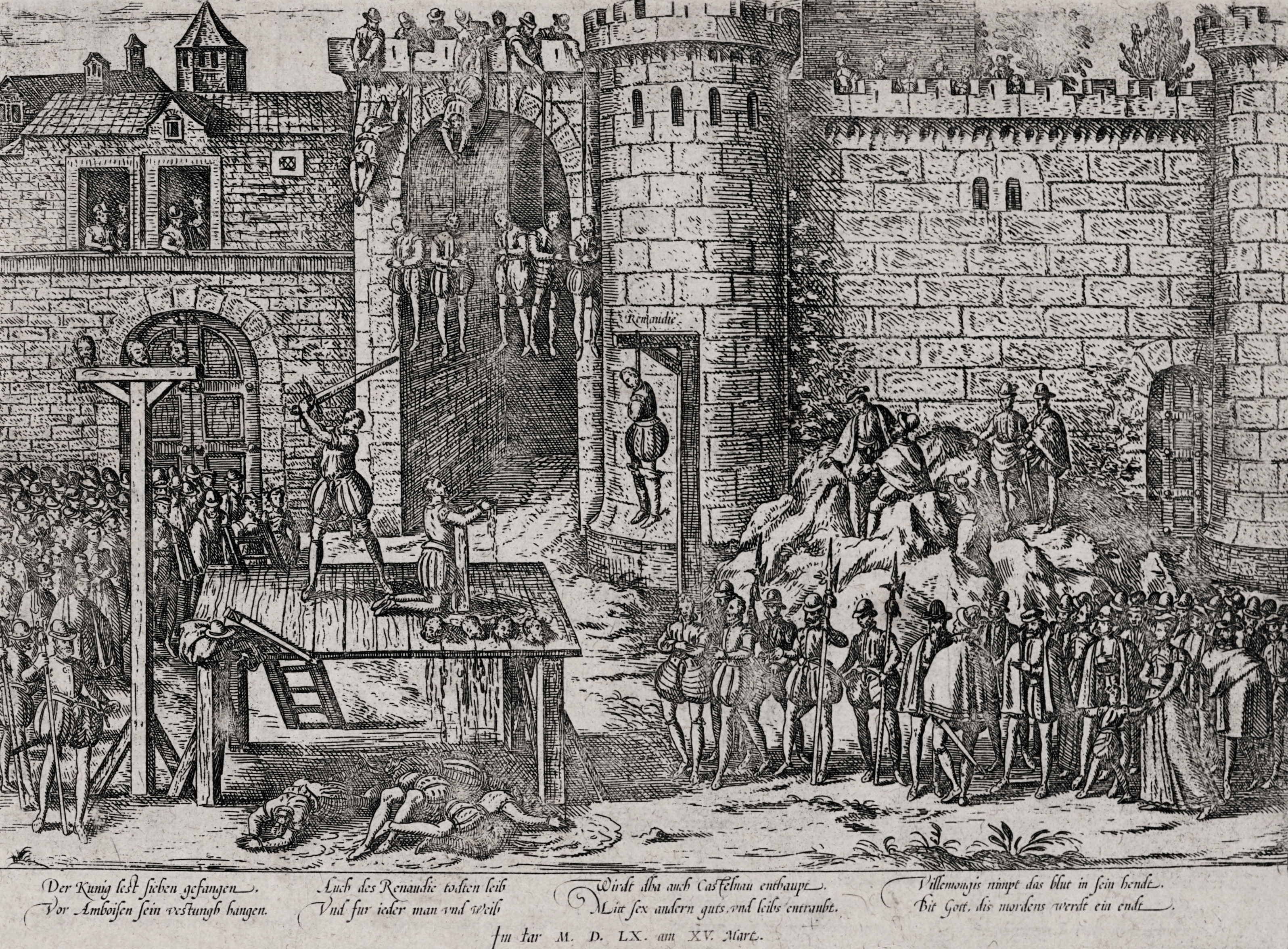
L'exécution des conjurés
gravure de Tortorel et Perrissin, 1569-1570.

Les conjurés ont le projet d'investir le palais avec la complicité des membres de la garde royale, de s'assurer de la personne du roi et d'éliminer les Guise, en cas de résistance de leur part. Une importante troupe armée doit depuis l'extérieur assurer la sécurité de l'opération. Les conjurés ont aussi vraisemblablement l'appui secret du prince Louis de Condé, le jeune frère ambitieux du roi Antoine de Navarre.
Pendant le mois de février, la cour reçoit plusieurs avertissements sur l'existence du complot. Face au danger grandissant, le conseil royal décide, sous l'influence de la reine Catherine de Médicis, de faire des concessions. Le 8 mars 1560, le roi signe un édit qui offre une amnistie générale aux protestants. Mais il est trop tard, le complot est déjà en marche. De toutes les provinces du royaume, des troupes d'hommes se dirigent vers le château d'Amboise, où siège la cour. Dans les villes de Tours et d'Orléans, les conjurés leur distribuent de l'argent et des armes.

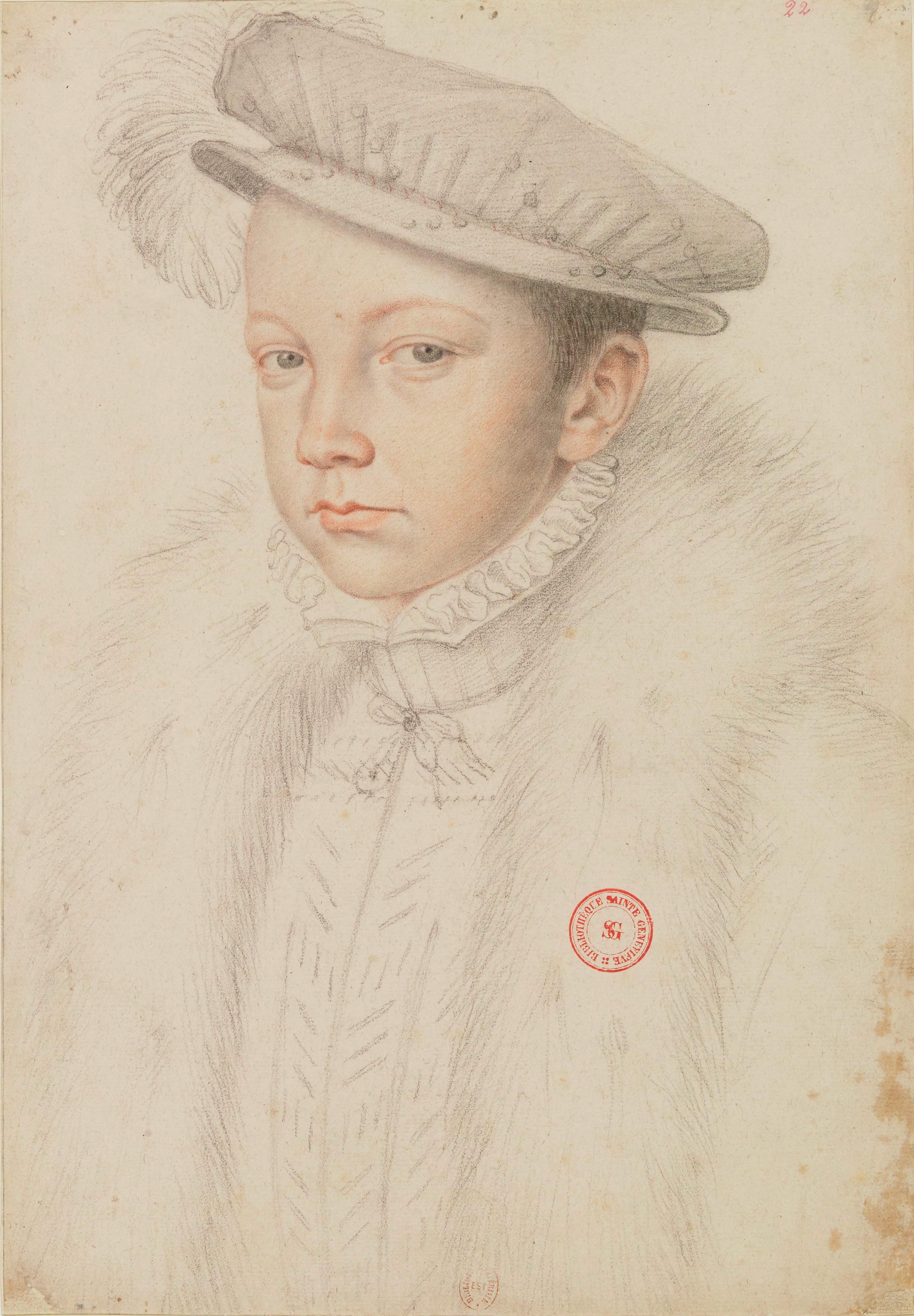
François II de France par François Clouet, vers 1560, pierre noire et sanguine,, Paris, Bibliothèque nationale de France.

Mal organisée, la conjuration va se terminer en bain de sang. Son sort se joue dès le 15 mars, quand le duc de Nemours parvient à arrêter plusieurs des principaux conjurés. Les jours suivants, désorientées, les troupes rebelles, composées de gens de pauvre condition, sont une à une faites prisonnières dans la forêt d’Amboise et ses environs. D'abord enclin à la clémence, le roi les fait relâcher en leur ordonnant de retourner chez eux. Mais le 17 mars, 200 hommes tentent de prendre d’assaut une porte de la ville au pied du château. Rapidement dispersés par le duc de Guise, les rebelles sont impitoyablement pourchassés. Plus d'une centaine d'entre eux sont exécutés, dont certains pendus au grand balcon du château. La répression dure plusieurs semaines et fait près de 1 200 victimes.
L'attitude des Guise à l'égard du prince de Condé est plus indécise. Le prince était arrivé entre-temps à la cour et avait participé à la défense du château aux côtés de ses ennemis. L’interrogatoire des prisonniers le désigne clairement comme le bénéficiaire de la conjuration. Mais la parole de simples gens ne compte pas contre celle d'un prince de sang. Il faut une preuve écrite irrécusable pour le mettre en accusation. Laissé libre à la cour, Condé s'échappe et rejoint son frère Antoine dans le Sud-Ouest.

#### La politique de conciliation

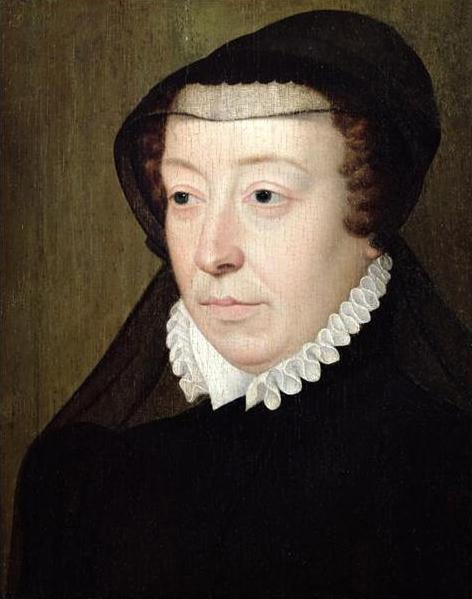
Portrait de Catherine de Médicis.

Le déchaînement de violence de la conjuration d’Amboise confirme l’opinion de la cour que la persécution des protestants ne fait qu’aggraver la crise religieuse. Sous l’influence de la reine Catherine de Médicis et des conseillers « moyenneurs », le gouvernement tente d'apaiser les tensions en mettant en place une politique de concorde.
Tout d'abord, plusieurs mesures de clémence sont prises en faveur des protestants. Tout en interdisant les assemblées publiques, le gouvernement ordonne la libération de toutes les personnes emprisonnées pour fait de religion. Il s'agit d'une première mesure historique, prise contre la persécution menée depuis le règne d’Henri II. L'édit de Romorantin signé en mai 1560 porte en germe le droit à la liberté de conscience.
Le 1er mai 1560, la reine fait nommer Michel de l'Hospital chancelier de France. Il va se montrer un conseiller avisé et se révéler comme un élément modérateur dans le conflit entre les catholiques et les protestants. Le gouvernement est désormais dominé par les « moyenneurs », des humanistes qui croient possible la réconciliation des chrétiens, moyennant des concessions réciproques. Le cardinal de Lorraine lui-même est loin d’être insensible à la réforme de l’Église. L’idée d’un concile national de l'Église de France est officiellement lancée. À défaut d'obtenir le consentement du pape Pie IV, le cardinal et la reine-mère lui réclament l’ouverture d’un concile général, où les chrétiens de toutes les opinions et de toute l'Europe seraient réunis, pour réformer la religion. Mais le pape ne veut pas en entendre parler. Bien qu'ils ne souhaitent pas une rupture avec Rome, l'opposition papale les amène à brandir la menace d'un concile national, s'il ne cède pas.
Pour contrer les critiques d'illégitimité face au jeune âge du roi, le gouvernement tente enfin d’obtenir l’appui de ses sujets en l'associant à ses décisions. Il est question de réunir les États généraux, mais, craignant d’être évincés à cause de leur impopularité, les Guise y sont farouchement opposés. Sous la pression de la reine-mère, ils consentent à la consultation de la noblesse. C’est ce qui aboutit à l’assemblée des notables qui se réunit à Fontainebleau du 21 au 26 août. Les princes du sang et le connétable sont appelés à s'y rendre et à reprendre leur place au conseil du roi. C’est au cours de cette assemblée que l’amiral de Coligny, futur chef des protestants, fait lire devant la cour ébahie les pétitions des protestants de Normandie réclamant la liberté du culte. À son terme, l'assemblée des notables décide de convoquer les États généraux.
Très critique à l'égard du pape, l'assemblée des notables convient aussi de réunir les évêques de France, pour qu'ils donnent leur consentement à la tenue d'un concile national. Effrayé de voir l'Église gallicane lui échapper, le pape finira par accorder l'ouverture d'un concile général, mais rejettera la participation des protestants exigée par le gouvernement français. Cette décision aboutira à la réouverture du concile de Trente.

#### Le soulèvement protestant en province
La politique de conciliation menée par le gouvernement a pour but d'apaiser les troubles. Elle provoque l'effet contraire. Encouragés par les mesures de clémence, les protestants continuent de s’assembler lors des prêches et mettent à mal l'autorité royale, en multipliant les émeutes et les coups de main armés. La vague d'agitation surgie de manière sporadique lors de la conjuration d'Amboise parcourt pendant l'été une grande partie du royaume. Les principales régions touchées forment un territoire en forme de croissant qui va de l'Anjou au Dauphiné, en passant par le Poitou, la Guyenne, le Périgord, le Languedoc et la Provence.
Les émeutiers bénéficient d'un appui important au sein de la noblesse locale. Animés par une propagande acharnée contre les Guise, et d'un désir de vengeance depuis la répression des événements d'Amboise, les plus audacieux n'ont pas peur de s’attaquer aux châteaux, de forcer les prisons et de saccager les églises.
Au printemps 1560, le royaume connaît même en Provence la première vague massive d'iconoclasme. À partir de l'été, le mouvement de désobéissance civile s'intensifie ; plusieurs villes du Midi sont en état d’insurrection.
Avec l'appui secret des deux premiers princes de sang, Condé et Navarre, une organisation politico-militaire se met progressivement en place. Les protestants élisent localement des chefs, récoltent de l'argent, achètent des armes et font lever des troupes. Des bandes armées circulent depuis le Languedoc vers la Provence et le Dauphiné que tentent de soulever respectivement Paul de Mouvans et Charles de Montbrun. Le point d'orgue de cet embrasement militaire a lieu dans la nuit du 4 au 5 septembre, quand les troupes protestantes tentent de s’emparer par la force de la ville de Lyon.
La réaction du roi est vive et déterminée : convocation du ban et de l'arrière-ban, redistribution de l'armée dans les provinces agitées et ordre aux gouverneurs de regagner leur poste. Pendant l'automne, l'ordre semble revenir peu à peu ; les chefs rebelles qui n'ont pu être arrêtés sont en fuite. Convaincu de la responsabilité du prince de Condé dans l'embrasement de la province, le roi le fait venir à la cour le 31 octobre 1560, et le fait arrêter.

### Politique étrangère
Sur le plan extérieur, la politique du gouvernement de François II s'inscrit dans la continuité des efforts de paix menés par Henri II depuis la signature du traité du Cateau-Cambrésis (avril 1559). Au détriment de son influence et de son rayonnement en Europe, la France poursuit la restitution des terres conquises par elle depuis quarante ans. À cet égard, le règne de François II marque, au profit de l’Espagne, le point de départ de l’affaiblissement de la prépondérance française en Europe.
Face au soulèvement d’une congrégation de nobles écossais, François II s'efforce également d’apporter son soutien militaire à la régente Marie de Guise. Mais son intervention pour la rétablir dans son pouvoir se solde par un échec. Le traité d'Édimbourg (juillet 1560) met un terme définitif à la mainmise française sur le royaume d’Écosse.
À la mort de François II, les Français ont évacué l'Écosse, le Brésil, la Corse, la Toscane, la Savoie et la quasi-totalité du Piémont.

#### La paix du Cateau-Cambrésis
La politique étrangère de la France à l’avènement de François II est dominée par le traité du Cateau-Cambrésis qui mettait un terme à quarante années de guerre quasi ininterrompue entre la France et l’empire des Habsbourg. À la stupeur de tous les contemporains, la France abandonnait au profit de l’Espagne et de ses alliés la quasi-totalité de ses conquêtes italiennes.
Lorsque le roi Henri II meurt, la restitution des places fortes était déjà bien avancée du côté français. Le gouvernement de François II, conscient des faiblesses du royaume, s’efforçait de rassurer les Espagnols sur sa volonté de respecter les engagements pris au Cateau-Cambrésis. Le maréchal de Brissac, qui mettait de la mauvaise volonté à évacuer les places du Piémont, fut prié de cesser de faire des difficultés et d’accélérer les restitutions,,. À l’automne 1559, les Français avaient définitivement quitté la Savoie, le Piémont (hormis les cinq places prévues par le traité), la Toscane et la Corse. Du côté espagnol, le roi Philippe II mettait de la mauvaise volonté à restituer à la France, comme le prévoyait le traité, quatre places situées au nord-est du royaume. Des querelles de frontières ranimaient les tensions entre les deux grandes nations, mais après plusieurs mois de protestations, François II obtint enfin gain de cause.
Parallèlement aux restitutions territoriales, le gouvernement de François II avait encore à négocier, verser ou réclamer les compensations des personnes, dont les biens avaient été pris ou détruits pendant la guerre. Il devait aussi s’accorder avec les autorités espagnoles pour déterminer le sort des prisonniers de guerre détenus de part et d’autre. De nombreux gentilshommes restaient en prison, faute de pouvoir payer leurs rançons. Quant aux simples soldats de pied, ils étaient condamnés à être utilisés comme rameurs sur les galères royales. Si un compromis de libération réciproque fut signé entre les deux pays, l’Espagne se montrait peu humaine, sinon peu empressée de se séparer de ses prisonniers.

#### La perte de l’Écosse

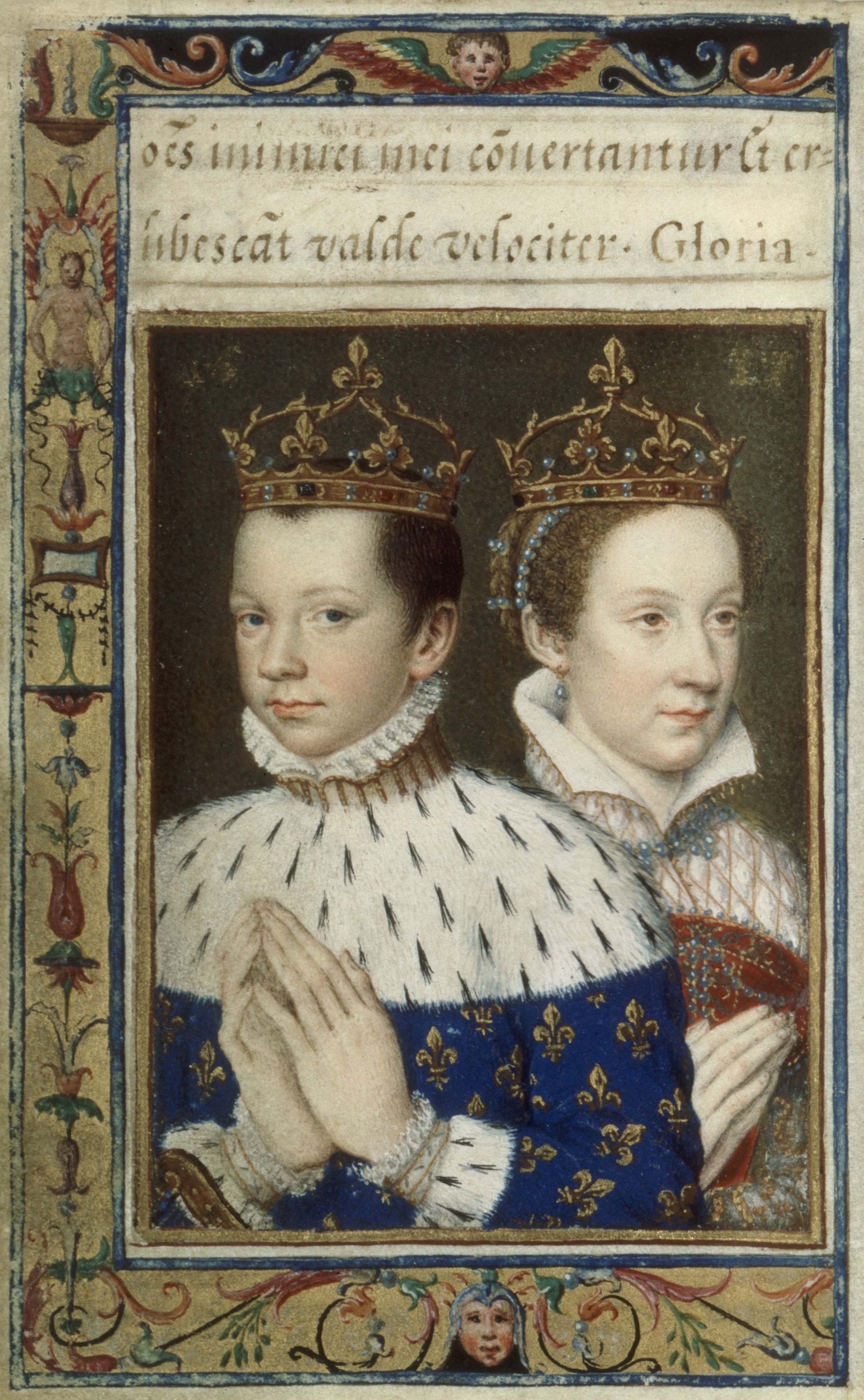
Le roi et son épouse Marie Stuart : illustration du Livre d'heures de Catherine de Médicis (vers 1572-1574).

Depuis le mariage de François II avec la jeune reine d'Écosse, Marie Stuart, le sort de ce pays est lié à celui de la France. Une clause secrète signée par la reine prévoit le rattachement pur et simple de l’Écosse à la France, même si le couple n’avait pas d’enfant.
Face à la mainmise de la France sur leur pays, une congrégation de nobles écossais s’est soulevée et a chassé d'Édimbourg, la capitale, la régente et son entourage de conseillers français (mai 1559). Réfugiée dans la forteresse de Dunbar, Marie de Guise réclame l’aide de la France. François II et Marie Stuart envoient aussitôt des troupes. Dès la fin de l’année 1559, la situation est rétablie en faveur des Français.

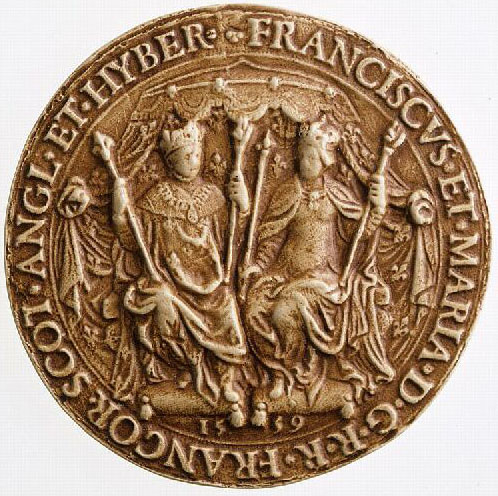
Moulage du sceau de François II et Marie Stuart, par lequel ils manifestent leur prétention à régner non seulement sur la France et l'Écosse, mais aussi sur l'Angleterre et l'Irlande. Archives nationales.

Rien ne semble pouvoir empêcher la mainmise française sur l'Écosse, si l’Angleterre ne se décide pas à intervenir en faveur des révoltés. La reine Élisabeth d’Angleterre ne peut admettre que François II et Marie Stuart manifestent, par leur sceau et leurs armoiries, leur prétention au trône d’Angleterre et d'Irlande. En janvier 1560, la flotte anglaise vient bloquer le port de Leith, que les troupes françaises ont transformé en base militaire. Elle est appuyée par l'arrivée en avril d'une armée de 6 000 hommes et de 3 000 cavaliers, qui assiège aussitôt la place.
Si les troupes anglaises ne se montrent guère brillantes, la situation des Français n’est pas meilleure. La ruine du trésor royal et les troubles en France ne permettent plus l'envoi de renforts militaires. Lorsque l'évêque de Valence et Charles de La Rochefoucauld, sieur de Randan, envoyés par le roi pour traiter avec les rebelles, débarquent en Écosse, ils sont quasiment traités comme des prisonniers. Tandis que Marie de Guise se meurt dans la forteresse d’Édimbourg, où elle est enfermée, les deux hommes sont contraints de négocier une paix désavantageuse pour la France. Ils signent le 6 juillet 1560 le traité d'Édimbourg, qui marque la fin de l’occupation française. François II et Marie Stuart doivent faire évacuer leurs troupes et cesser de porter les armes d’Angleterre.
Quelques semaines plus tard, le parlement écossais prend différentes mesures qui établissent le protestantisme comme religion d'État. Quand ils ont le traité d'Édimbourg entre leurs mains, François II et Marie Stuart, outrés, refusent de le ratifier, tout comme ils contestent la légitimité des actes du parlement.

#### L'échec d'un Brésil français
Indépendamment de toute volonté royale, les Français ont noué depuis le début du XVIe siècle de fortes relations avec les communautés d’Indiens du Brésil. La colonie établie depuis 1555 dans la baie de Guanabara est détruite par les Portugais le 17 mars 1560.

### Fin de vie douloureuse

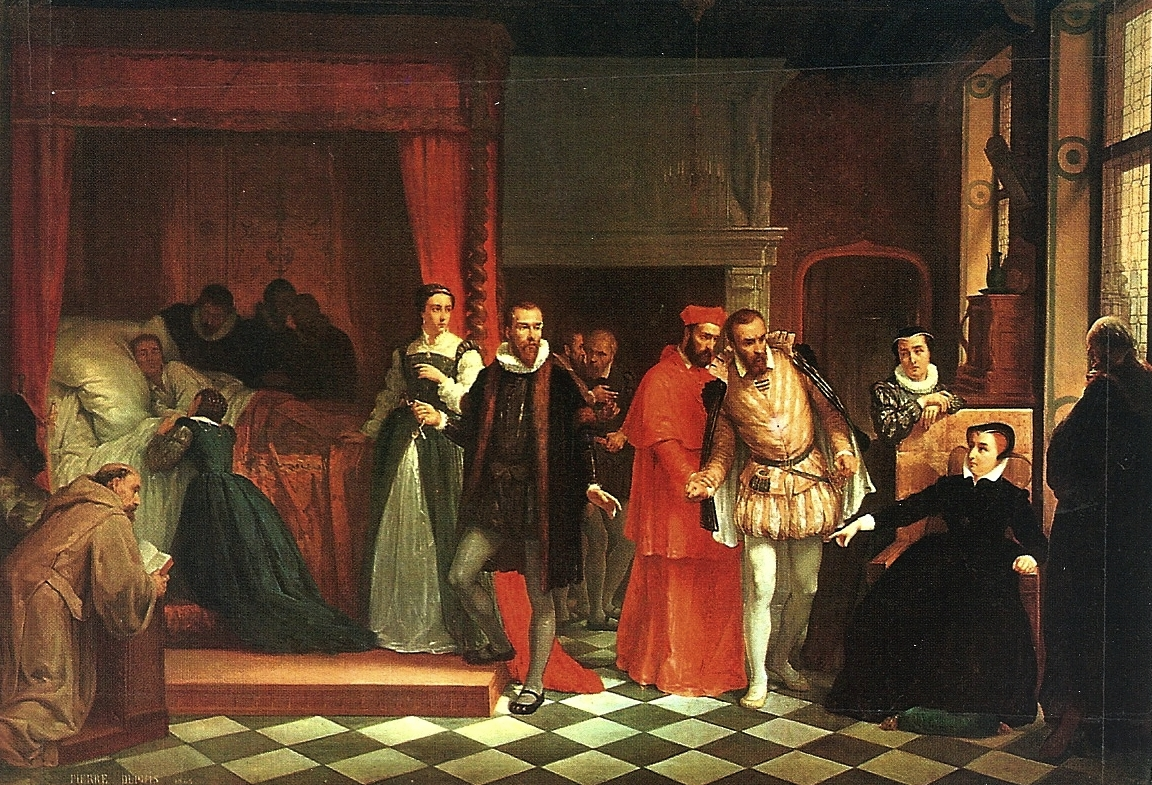
La Mort de François II dans la Grande-Maison de l'Étape en 1560, tableau de Pierre Dupuis, hôtel Groslot d'Orléans (1865).

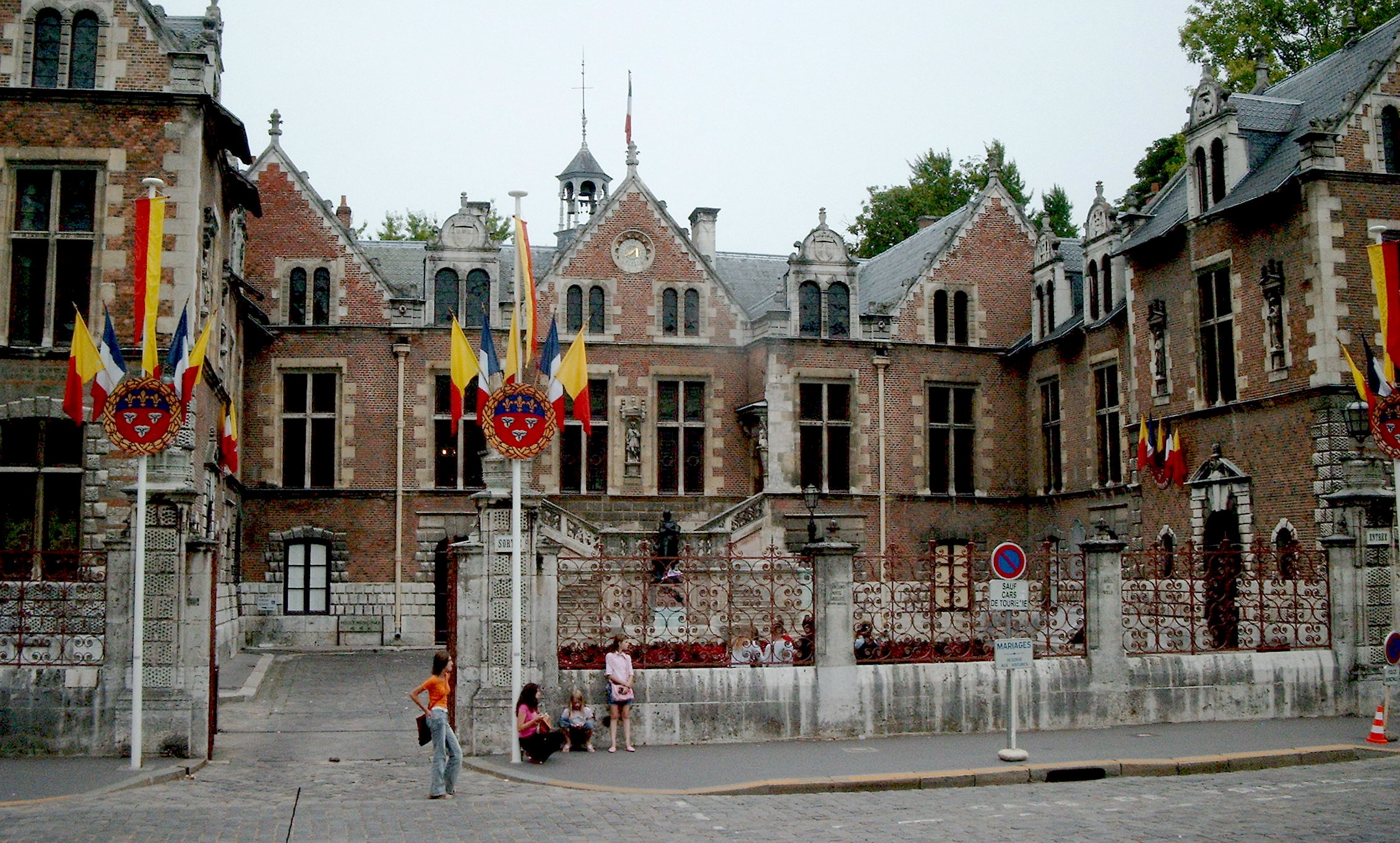
François II meurt à Orléans, à l'hôtel Groslot.

L'état de santé du roi s'aggrave en novembre 1560. Le 16 novembre, il a une syncope. Il est veillé par ses médecins, dont François Pidoux. Après seulement dix-sept mois de règne, François II meurt le 5 décembre 1560 de maux insupportables à l'oreille. Il s'agirait peut-être d'une mastoïdite, d'une méningite, ou encore d'une otite devenue un abcès. La trépanation est envisagée par Ambroise Paré mais sa mère refuse, arguant que seul Dieu peut regarder dans la tête d’un roi.
François II meurt sans descendance, son frère cadet Charles, âgé de dix ans, lui succède. Le 21 décembre, le Conseil privé nomme Catherine de Médicis « gouvernante de France ». Les Guise se retirent de la cour. Marie Stuart, veuve de François II, retourne en Écosse. Louis de Condé, qui attend son exécution dans sa cellule, est libéré après négociations avec Catherine de Médicis.
Le 23 décembre 1560, le corps de François II est conduit à Saint-Denis par Charles de La Roche-sur-Yon. Son cœur, qui doit rester à Orléans, rejoint finalement le couvent des Célestins de Paris. On commande, pour le monument destiné à son cœur, un piédestal triangulaire en marbre blanc, sculpté par Jean Leroux, portant une colonne également en marbre blanc. Le monument est conçu par Primatice, et sculpté par Jean Leroux et Ponce Jacquiot entre 1562 et 1570. Au sommet de la colonne, une urne en bronze (surmontée d'un enfant portant une couronne) renferme le cœur du roi. L'organe a été rôti et jeté aux chiens à Orléans durant les Guerres de religion. La colonne quant à elle fut envoyée à la fonte en 1792. Alexandre Lenoir la récupère et l’installe au Musée des Monuments français, avant qu'elle ne soit déplacée à Saint-Denis en 1817. Elle y est toujours conservée.

## Postérité
François II eut un règne bref, montant sur le trône en pleine adolescence et donc sans expérience, alors que son époque était en proie aux troubles religieux. Les historiens s'accordent sur le fait que François II était fragile, tant physiquement que psychologiquement, et que sa frêle constitution eut raison de sa santé[réf. nécessaire]. Il subsiste aussi une controverse pour savoir si son mariage avait été consommé ou non, sujet sur lequel un chroniqueur partisan[Qui ?] déclara, en parlant du roi : « Il a les parties génitales constipées. »
Il n'apparaît, au regard du cinéma, que comme le simple époux de Marie Stuart. Les films ne le font que rapidement apparaître en prologue de la biographie de celle-ci.

## Titulature complète
- Roi de France (1559-1560)
- Roi d'Écosse (1558)
- Duc de Bretagne (1544)
- Dauphin de Viennois (1547)

### Sources
- Vladimir Chichkine (dir.), Elena Gourari, Tamara Voronova, Alexandra Lublinskaya, Documents pour servir à l’histoire de France au milieu du XVIe siècle, début des guerres de Religion (1559-1560), in Srednie veka, numéro spécial, t. 7, Moscou, Institut de l’histoire universelle RAN, 2013, 329 p.  (ISBN 978-5-94067-384-2)
- Marie-Thérèse de Martel, Catalogue des actes de François II, 1559–1560. Paris : CNRS, 1991. 2 vol.
- Négociations, lettres et pièces diverses relatives au règne de François II, tirées du portefeuille de Sébastien de L'Aubespine, évêque de Limoges. Paris : Louis ; Paris : Imprimerie royale, 1841 (Collection de documents inédits sur l’histoire de France).

### Principales personnalités du règne
| La famille royale - Marie Stuart - Catherine de Médicis - Marguerite, duchesse de Savoie - Élisabeth, reine d'Espagne - Claude, duchesse de Lorraine - Charles III, duc de Lorraine Les conseillers "moyenneurs" - Charles de Marillac, archevêque de Vienne - Jean de Morvillier, évêque d'Orléans - Jean de Montluc, évêque de Valence - le chancelier François Olivier - le chancelier Michel de L'Hospital - Claude de L'Aubespine, secrétaire d'État - Claude d'Espence Principaux agents et capitaines du roi - Brissac (Piémont) - D'Oisel (Écosse) - Jacques de La Brosse (Écosse) - Martigues (Écosse) - Saint-André (Guyenne et Lyonnais) - Villars (Midi) | Les Guise - François, duc de Guise - Anne, duchesse de Guise - Charles, cardinal de Lorraine - Claude, duc d'Aumale - Louis, cardinal de Guise - François, Grand prieur - Antoinette, duchesse douairière de Guise Les Bourbon - Antoine, roi de Navarre - Jeanne, reine de Navarre - Louis, prince de Condé - Éléonore, princesse de Condé - Louis, duc de Montpensier - Jacqueline, duchesse de Montpensier - Charles, prince de La Roche-sur-Yon - Charles, cardinal de Bourbon Les Montmorency et Châtillon - Le connétable - François de Montmorency - Henri de Montmorency - Gaspard, amiral de Coligny - Odet, cardinal de Châtillon - François, sire d'Andelot | Ministres et théoriciens protestants - Jean Calvin - Théodore de Bèze - Antoine de Chandieu - François de Morel - François Hotman - Anne du Bourg Activistes protestants - Edme de Maligny - La Renaudie - Charles de Montbrun - Paul de Mouvans Les ambassadeurs - Throckmorton, ambassadeur d'Angleterre en France - Thomas Perrenot de Granvelle ambassadeur espagnol en France - Sébastien de L'Aubespine, évêque de Limoges, ambassadeur de France en Espagne |